# Molly Spotted Elk

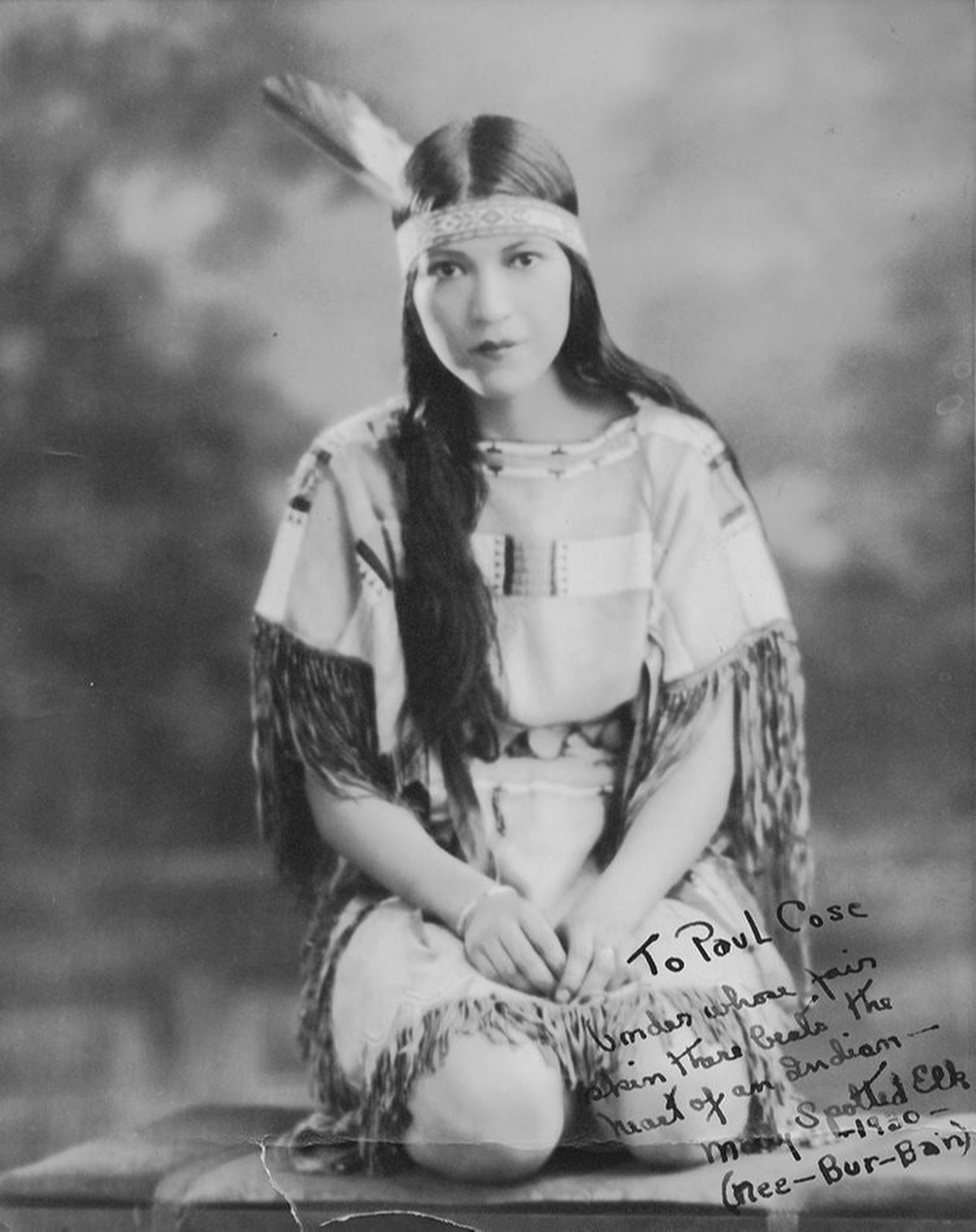
Molly Spotted Elk, um 1925

Mary Alice Nelson (geborene Molly Alice Nelson, * 17. November 1903 in Penobscot Indian Island Reservation, Maine, Vereinigte Staaten; † 21. Februar 1977 ebenda) war eine amerikanische Tänzerin, Schauspielerin und Schriftstellerin. Sie war eine Penobscot-Indianerin aus Maine, die in den 1920er und 1930er Jahren im Varieté, beim Tanzen und im Film einige Berühmtheit erlangte. In den späten 1920er Jahren spielte sie die Hauptrolle in dem in Nordkanada gedrehten Film The Silent Enemy.

## Leben und Werk

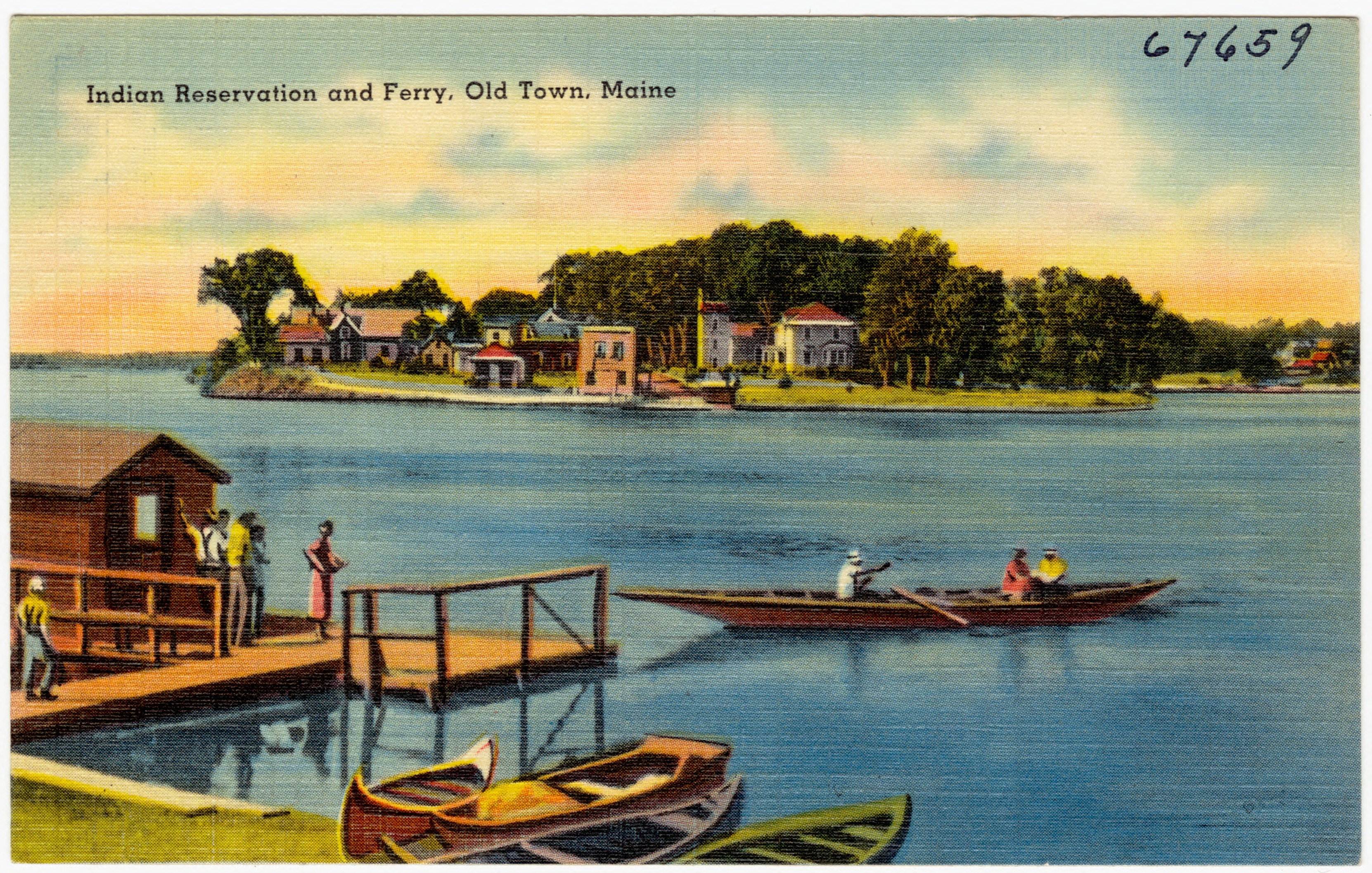
Postkarte: Indianerreservat und Fähre, Old Town, Maine, etwa 1930 bis 1945

Elk wurde als Molly Alice Nelson als das älteste der acht Kinder der Korbmacherin Philomenia und Horace Nelson im Penobscot-Indianerreservat in Maine geboren. Ihr Vater war der erste Penobscot, der am Dartmouth College studierte und wurde Gouverneur des Stammes. Ein Großvater war Häuptling des kanadischen Maliseet-Stammes gewesen. Sie gehörte dem Stamm der Penobscot an und wurde von einem katholischen Priester auf den Namen Mary Alice Nelson getauft.
Sie lernte traditionelle Penobscot-Tänze und tanzte für Touristen. Nachdem sie bei einem Tanzwettbewerb der First Nations in Oklahoma den ersten Platz belegt hatte, gaben ihr die Cheyenne den Namen Spotted Elk. Um ihren Ballettunterricht in Bangor bezahlen zu können, arbeitete sie als Putzfrau. Mit 13 Jahren erhielt sie ihren Abschluss an der Old Town Junior High School und zog zu der Familie von Frank Speck, einem Anthropologen der University of Pennsylvania. Sie besuchte die Swarthmore Preparatory School und war zwei Jahre lang Gasthörerin an der University of Pennsylvania, wo sie Journalismus und Anthropologie studierte. Sie leistete auch Beiträge zu Specks klassischer Studie über ihren Stamm. Da sie Geld für ihren Unterhalt benötigte, verließ sie die Universität, um im Varieté und in Wild-West-Shows zu tanzen.
1926 zog sie nach New York City, gab Tanzstunden und arbeitete als Schuhmodell. Sie bekam eine Rolle im Chor der Foster Girls und reiste mit ihnen für einen achtmonatigen Auftritt im Aztec Theatre nach San Antonio, wo die Western der damaligen Zeit gezeigt wurden. Sie hatte Gastauftritte als Princess Spotted Elk und widmete sie sich der Schriftstellerei. Sie schrieb Gedichte und Abenteuergeschichten, literarische Romane und traditionelle Geschichten der Penobscot. Als ihr Engagement im Aztec endete, kehrte sie nach New York City zurück und arbeitete bei Lucy Nicolar, die als Princess Watahwaso eine indianische Truppe leitete, die im Keith-Albee-Vaudeville-Zirkel auftrat. Nachdem sich Elk selbstständig gemacht hatte, führte sie neben dem Charleston und dem Black Bottom auch indianische Tänze auf.

## Filmkarriere
1928 bot ihr der Filmproduzent Douglas Burden die weibliche Hauptrolle in einem Stummfilm an, von dem er hoffte, er würde stereotype Ansichten über amerikanische Indianer in Frage stellen. Sie nahm die Rolle an und verbrachte ein Jahr vor Ort in Nord-Ontario. Als die Dreharbeiten abgeschlossen waren, war das öffentliche Interesse am Genre Stummfilm bereits deutlich gesunken. Als Burden dies erkannte, fügte er einen tonsynchronisierten Prolog und eine Filmmusik hinzu. Als The Silent Enemy 1930 im Criterion Theater am Broadway Premiere hatte, lobten die Kritiker den Film für seine Authentizität, hervorragende schauspielerische Leistung und atemberaubende Kinematographie. Dennoch war der Film als Stummfilm bei dem Aufkommen von Tonfilmen ein kommerzieller Misserfolg.
Elk trat auch als Statistin in mehreren Hollywood-Klassikern auf, darunter Last of the Mohicans (1936), The Charge of the Light Brigade (Warner Bros., 1936), The Good Earth (MGM, 1937) und Lost Horizon (Columbia Pictures, 1936).

## Tänzerin und Schriftstellerin
Elk ging 1931 mit der Ballettgruppe der Internationalen Kolonialausstellung nach Paris. Als die Truppe in die USA zurückkehrte, blieb sie in Frankreich. Sie stellte fest, dass das europäische Publikum ihre authentischen indianischen Tänze schätzte. Sie arbeitete auch mit Anthropologen zusammen und besuchte Vorlesungen an der Sorbonne.
Der Journalist Jean Archambaud bat sie um ein Interview für Paris Soir, die größte Tageszeitung der Stadt, und sie heiratet ihn. 1933 bekam sie kaum noch Gelegenheit zu tanzen und ihr Mann wurde entlassen. Er arbeitete freiberuflich und sie nahm Hilfsarbeiten an. 1934 kehrte sie in die USA zurück, wo sie tanzte und kleine Rollen in Filmen bekam. Sie bekam ihre Tochter Jean Alice und kehrte 1938 zu ihrem Ehemann nach Paris zurück. Sie arbeitete dort an einem Buch mit Penobscot-Geschichten und fand einen Verleger, der bereit war, es zu veröffentlichen.
Die deutsche Besetzung Frankreichs 1940 zwang sie ihren Mann zu verlassen und mit ihrer kleinen Tochter zu Fuß über die Pyrenäen nach Portugal zu ziehen. Zurück in den Vereinigten Staaten kehrte sie schließlich endgültig nach Indian Island zurück. Sie schrieb Kindergeschichten und fertigte traditionelle Puppen an, von denen sich zwei in der Smithsonian-Sammlung befinden.
Sie starb 1977 im Alter von 73 Jahren und wurde auf dem Stammesfriedhof in Old Town (Maine) beigesetzt.
1986 wurde sie als eine der Ersten in die Native American Hall of Honor in Page (Arizona), und vertrat dort zusammen mit Louis Sockalexis und Joseph Attean die Penobscot Nation.
1979 und 1999 schenkte ihre Tochter Jean dem Maine FolkLife Center an der University of Maine einige Schriften von Spotted Elk, darunter den Entwurf eines Buches mit dem Titel „Katahdin: Wigwam's Tales of the Abnaki Tribes“, Notenblätter, indianische Wörter für Körperteile und Kurzgeschichten. Einige der Dokumente dokumentieren ihre Leistungen als professionelle Tänzerin sowie als Autorin und Chronistin traditioneller Geschichten und Legenden der Penobscot. Diese Sammlung wurde 2017 an die Raymond H. Fogler Library der University of Maine übergeben.

## Veröffentlichungen (Auswahl)
- Katahdin: Wigwam's Tales of the Abnaki Tribe. Maine Folklife Center, Northeast Folklore Series.